# Helene Stöcker
Helene Stöcker (Wuppertal, 13 de novembre de 1869 - Nova York, 24 de febrer de 1943) va ser una pacifista, feminista i publicista alemanya. El 1903 va fundar la Bund für Mutterschutz und Sexualreform, institució dedicada a protegir mares solteres i els seus fills. Les seves postures liberals sobre la sexualitat –en particular l'homosexualitat– eren considerades excessivament radicals per molta gent de la seva època.

## Biografia
Durant la Primera Guerra Mundial i el període de la República de Weimar, els interessos de Stöcker es van traslladar a activitats del moviment pacifista. El 1921 va fundar a Bilthoven –al costat de Kees Boeke i Wilfred Wellock– l'Internationale der Kriegsdienstgegner, una unió internacional de pacifistes.
Quan els nazis van obtenir el poder a Alemanya, Stöcker va fugir primer cap a Suïssa i posteriorment a Anglaterra en el moment que els nazis van envair Àustria. Stöcker es trobava en una conferència d'escriptors del PEN a Suècia quan va esclatar la guerra i va romandre allí fins que els nazis van envair Noruega, moment en el qual va agafar el tren transsiberià cap al Japó i, finalment, va acabar als Estats Units el 1942. Es va mudar a un apartament de Riverside Drive, a Nova York, on va morir de càncer el 1943.

## Obres publicades

### Llibres
- 1906 - Die Liebe und die Frauen. Ein Manifest der Emanzipation von Frau und Mann im deutschen Kaiserreich.
- 1928 - Verkünder und Verwirklicher. Beiträge zoom Gewaltproblem.

### Treballs
- Frauen-Rundschau, 1903-1922
- Mutterschutz, newspaper of the Bund für Mutterschutz, publicat de 1905 a 1907.
- Die Neue Generation, 1908-1932.